# Tony Award för bästa talteater
Tony Awards är ett pris som har delats ut sedan 1947. 1948 tillkom priset för bästa talteater.

## 1940-talet
| År                     | Pjäs              | Manusförfattare                |
| 1948                   |                   |                                |
| ---------------------- | ----------------- | ------------------------------ |
| 1948                   | Mister Roberts    | Thomas Heggan och Joshua Logan |
| 1948                   | Inga nomineringar |                                |
| 1949                   |                   |                                |
| En handelsresandes död | Arthur Miller     |                                |
| Inga nomineringar      |                   |                                |

## 1950-talet
| År                                | Pjäs                                | Manusförfattare |
| 1950                              |                                     |                 |
| --------------------------------- | ----------------------------------- | --------------- |
| 1950                              | Cocktailpartyt                      | T.S. Eliot      |
| 1950                              | Inga nomineringar                   |                 |
| 1951                              |                                     |                 |
| Den tatuerade rosen               | Tennessee Williams                  |                 |
| Inga nomineringar                 |                                     |                 |
| 1952                              |                                     |                 |
| The Fourposter                    | Jan de Hartog                       |                 |
| Inga nomineringar                 |                                     |                 |
| 1953                              |                                     |                 |
| Häxjakten                         | Arthur Miller                       |                 |
| Inga nomineringar                 |                                     |                 |
| 1954                              |                                     |                 |
| Tehuset Augustimånen              | John Patrick                        |                 |
| Inga nomineringar                 |                                     |                 |
| 1955                              |                                     |                 |
| The Desperate Hours               | Joseph Hayes                        |                 |
| Inga nomineringar                 |                                     |                 |
| 1956                              |                                     |                 |
| Anne Franks dagbok                | Frances Goodrich och Albert Hackett |                 |
| Bus Stop                          | William Inge                        |                 |
| Katt på hett plåttak              | Tennessee Williams                  |                 |
| Trojanska kriget blir inte av     | Jean Giraudoux                      |                 |
| The Chalk Garden                  | Enid Bagnold                        |                 |
| 1957                              |                                     |                 |
| Lång dags färd mot natt           | Eugene O'Neill                      |                 |
| Separate Tables                   | Terence Rattigan                    |                 |
| Trädgårdsskjulet                  | Graham Greene                       |                 |
| Toreadorvalsen                    | Jean Anouilh                        |                 |
| 1958                              |                                     |                 |
| Sunrise at Campobello             | Dore Schary                         |                 |
| The Rope Dancers                  | Morton Wishengrad                   |                 |
| Two for the Seesaw                | William Gibson                      |                 |
| Leokadia                          | Jean Anouilh                        |                 |
| The Dark at the Top of the Stairs | William Inge                        |                 |
| Se dig om i vrede                 | John Osborne                        |                 |
| Se hemåt, ängel!                  | Ketti Frings                        |                 |
| Romanoff and Juliet               | Peter Ustinov                       |                 |
| 1959                              |                                     |                 |
| J.B.                              | Archibald MacLeish                  |                 |
| Ett stycke poet                   | Eugene O'Neill                      |                 |
| Epitaph for George Dillon         | John Osborne                        |                 |
| The Disenchanted                  | Harvey Breit och Budd Schulberg     |                 |
| Besök av en gammal dam            | Friedrich Dürrenmatt                |                 |

## 1960-talet
| År                                | Pjäs               | Manusförfattare    |
| 1960                              |                    |                    |
| --------------------------------- | ------------------ | ------------------ |
| 1960                              | Miraklet           | William Gibson     |
| 1960                              | En druva i solen   | Lorraine Hansberry |
| 1960                              | The best man       | Gore Vidal         |
| 1960                              | The tenth man      | Paddy Chayefsky    |
| 1960                              | Leksaker på vinden | Lillian Hellman    |
| 1961                              |                    |                    |
| Becket                            | Jean Anouilh       |                    |
| All the Way Home                  | Tad Mosel          |                    |
| The Devil's Advocate              | Dore Schary        |                    |
| Gisslan                           | Brendan Behan      |                    |
| 1962                              |                    |                    |
| En man för alla tider             | Robert Bolt        |                    |
| Gideon                            | Paddy Chayefsky    |                    |
| Fastighetsskötaren                | Harold Pinter      |                    |
| Leguanens natt                    | Tennessee Williams |                    |
| 1963                              |                    |                    |
| Vem är rädd för Virginia Woolf?   | Edward Albee       |                    |
| A Thousand Clowns                 | Herb Gardner       |                    |
| Mor Courage och hennes barn       | Bertolt Brecht     |                    |
| Tchin-Tchin                       | Sidney Michaels    |                    |
| 1964                              |                    |                    |
| Luther                            | John Osborne       |                    |
| The Ballad of the Sad Cafe        | Edward Albee       |                    |
| Barfota i parken                  | Neil Simon         |                    |
| Dylan                             | Sidney Michaels    |                    |
| 1965                              |                    |                    |
| The subject was roses             | Frank D. Gilroy    |                    |
| Luv                               | Murray Schisgal    |                    |
| Det omaka paret                   | Neil Simon         |                    |
| Miss Alice                        | Edward Albee       |                    |
| 1966                              |                    |                    |
| Mordet på Marat                   | Peter Weiss        |                    |
| Vittne mot sig själv              | John Osborne       |                    |
| Philadelphia, här är jag!         | Brian Friel        |                    |
| The Right Honourable Gentleman    | Michael Dyne       |                    |
| 1967                              |                    |                    |
| Hemkomsten                        | Harold Pinter      |                    |
| Balansgång                        | Edward Albee       |                    |
| Black comedy                      | Peter Shaffer      |                    |
| Måste vi döda syster George?      | Frank Marcus       |                    |
| 1968                              |                    |                    |
| Rosenkranz och Gyldenstern går åt | Tom Stoppard       |                    |
| En dag med ägget Joe              | Peter Nichols      |                    |
| Plaza svit                        | Neil Simon         |                    |
| Priset                            | Arthur Miller      |                    |
| 1969                              |                    |                    |
| The great white hope              | Howard Sackler     |                    |
| Hadrian VII                       | Peter Luke         |                    |
| Lovers                            | Brian Friel        |                    |
| The Man in the Glass Booth        | Robert Shaw        |                    |

## 1970-talet
| År                                                                       | Pjäs                                        | Manusförfattare |
| 1970                                                                     |                                             |                 |
| ------------------------------------------------------------------------ | ------------------------------------------- | --------------- |
| 1970                                                                     | Borstal Boy                                 | Frank McMahon   |
| 1970                                                                     | Child's Play                                | Robert Marasco  |
| 1970                                                                     | Indians                                     | Arthur Kopit    |
| 1970                                                                     | Last of the Red Hot Lovers                  | Neil Simon      |
| 1971                                                                     |                                             |                 |
| Sleuth                                                                   | Anthony Shaffer                             |                 |
| Home                                                                     | David Storey                                |                 |
| The Philanthropist                                                       | Christopher Hampton                         |                 |
| Paul Sills' Story Theatre                                                | Paul Sills                                  |                 |
| 1972                                                                     |                                             |                 |
| Sticks and Bones                                                         | David Rabe                                  |                 |
| Gamla tider                                                              | Harold Pinter                               |                 |
| Fången på Andra avenyn                                                   | Neil Simon                                  |                 |
| Vivat! Vivat Regina!                                                     | Robert Bolt                                 |                 |
| 1973                                                                     |                                             |                 |
| That Championship Season                                                 | Jason Miller                                |                 |
| Butley                                                                   | Simon Gray                                  |                 |
| The Changing Room                                                        | David Storey                                |                 |
| Solskenspojkarna                                                         | Neil Simon                                  |                 |
| 1974                                                                     |                                             |                 |
| The River Niger                                                          | Joseph A. Walker                            |                 |
| In the Boom Boom Room                                                    | David Rabe                                  |                 |
| Ulysses in Nighttown                                                     | Marjorie Barkentin                          |                 |
| The Au Pair Man                                                          | Hugh Leonard                                |                 |
| 1975                                                                     |                                             |                 |
| Equus                                                                    | Peter Shaffer                               |                 |
| Samma tid, nästa år                                                      | Bernard Slade                               |                 |
| Seascape                                                                 | Edward Albee                                |                 |
| Short Eyes                                                               | Miguel Piñero                               |                 |
| Sizwe Banzi Is Dead/The Island                                           | Athol Fugard, John Kani och Winston Ntshona |                 |
| The National Health                                                      | Peter Nichols                               |                 |
| 1976                                                                     |                                             |                 |
| Travesties                                                               | Tom Stoppard                                |                 |
| The First Breeze of Summer                                               | Leslie Lee                                  |                 |
| Knock Knock                                                              | Jules Feiffer                               |                 |
| Lamppost Reunion                                                         | Louis La Russ                               |                 |
| 1977                                                                     |                                             |                 |
| The Shadow Box                                                           | Michael Cristofer                           |                 |
| for colored girls who have considered suicide / when the rainbow is enuf | Ntozake Shange                              |                 |
| Otherwise Engaged                                                        | Simon Gray                                  |                 |
| Streamers                                                                | David Rabe                                  |                 |
| 1978                                                                     |                                             |                 |
| Da                                                                       | Hugh Leonard                                |                 |
| Chapter Two                                                              | Neil Simon                                  |                 |
| Dödsfällan                                                               | Ira Levin                                   |                 |
| The Gin Game                                                             | Donald L. Coburn                            |                 |
| 1979                                                                     |                                             |                 |
| Elefantmannen                                                            | Bernard Pomerance                           |                 |
| Är det inte mitt liv kanske?                                             | Brian Clark                                 |                 |
| Sängkammarfars                                                           | Alan Ayckbourn                              |                 |
| Wings                                                                    | Arthur Kopit                                |                 |

## 2010-talet
| År   | Pjäs                                            | Manusförfattare             | Noter                                                              |
| 2015 |                                                 |                             |                                                                    |
| ---- | ----------------------------------------------- | --------------------------- | ------------------------------------------------------------------ |
| 2015 | Den besynnerliga händelsen med hunden om natten | Simon Stephens              | Baserad på romanen av Mark Haddon                                  |
| 2015 | Disgraced                                       | Ayad Akhtar                 |                                                                    |
| 2015 | Hand to God                                     | Robert Askins               |                                                                    |
| 2015 | Wolf Hall                                       | Hilary Mantel, Mike Poulton | Baserad på romanerna Wolf Hall och För in de döda av Hilary Mantel |